# Quarndon
Quarndon är en ort och civil parish i Storbritannien.   Den ligger i distriktet Amber Valley i grevskapet Derbyshire i riksdelen England, i den södra delen av landet, 190 km nordväst om huvudstaden London. Quarndon ligger 131 meter över havet och antalet invånare är 933.
Terrängen runt Quarndon är platt. Runt Quarndon är det mycket tätbefolkat, med 2 431 invånare per kvadratkilometer. Närmaste större samhälle är Derby, 5,0 km söder om Quarndon. Omgivningarna runt Quarndon är en mosaik av jordbruksmark och naturlig växtlighet.